# Frank Bramley
Pour les articles homonymes, voir Bramley.
Frank Bramley RA (6 mai 1857 – 9 août 1915) est un peintre de genre post-impressionniste anglais de l'école de Newlyn.

## Biographie
Frank Bramley 
est né à Sibsey, près de Boston, dans le Lincolnshire le 6 mai 1857
Il obtient une médaille d'argent à l'exposition universelle de 1900 et est alors mis en hors-concours au Salon des artistes français.

## Expositions
- 1884 - 1912 : Royal Academy[1]
- 1890 : Domino, Dowdeswell Exhibition[1]

## Galerie

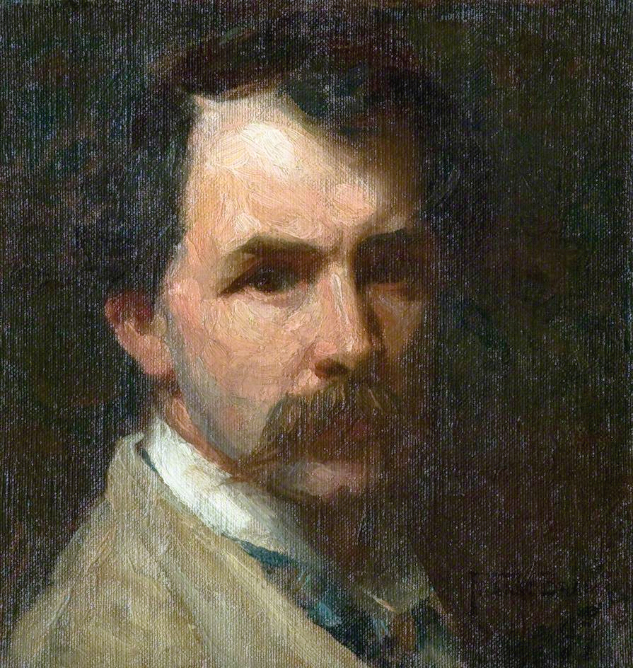
Self portrait, 1897, huile sur toile.
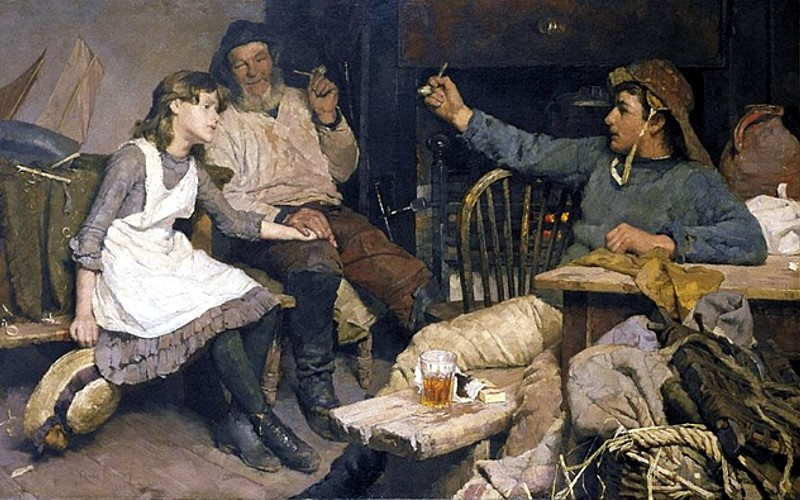
Everyone Has His Own Tale, 1885, huile sur toile.
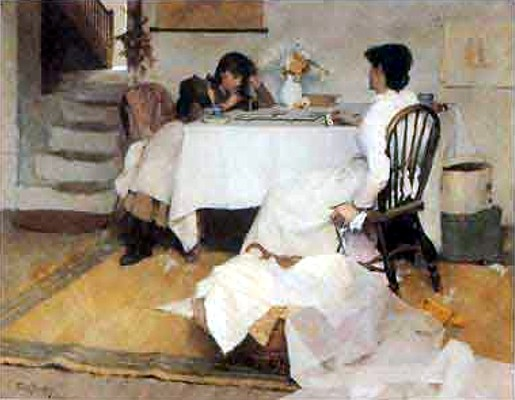
Domino!, 1886, huile sur toile.
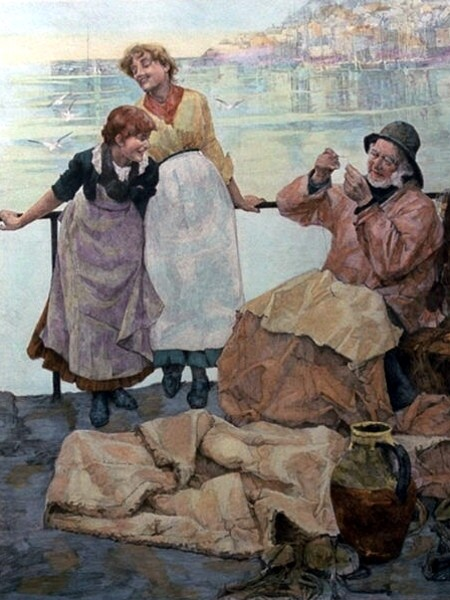
Eyes and No Eyes, 1887, gravure.
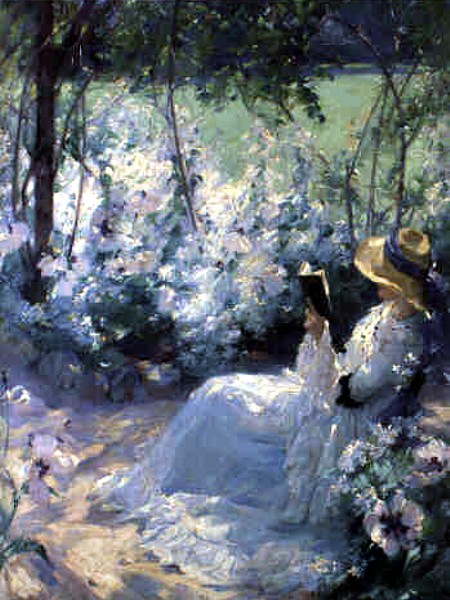
Delicious Solitude, 1909, huile sur toile.
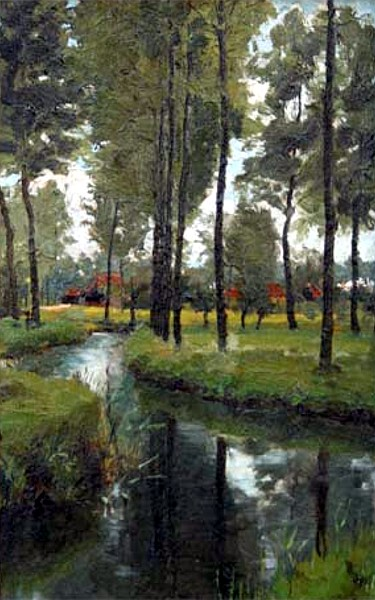
Borgerhout Anvers, huile sur toile.
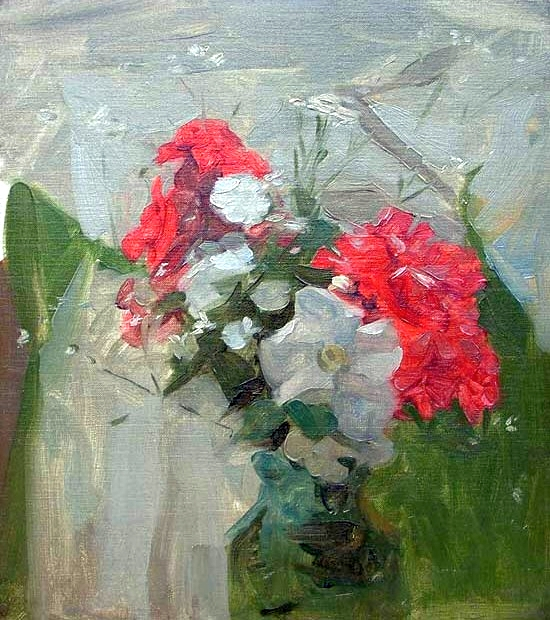
Flower Study, huile sur toile.
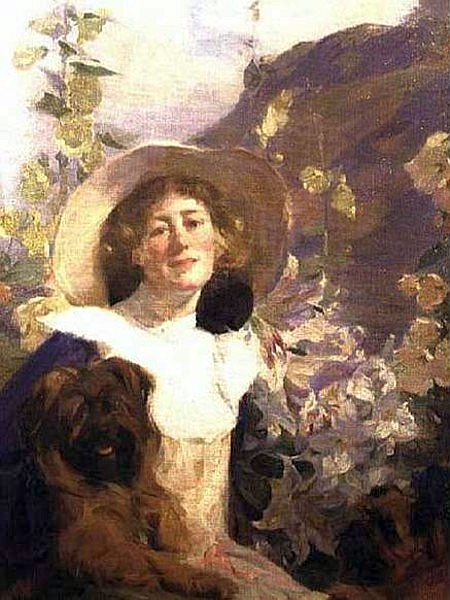
Friends - The Artist's Wife Katherine And Her Dog, huile sur toile.